# Sint-Jozefscollege (Herentals)
Het Sint-Jozefscollege in de Belgische stad Herentals was een katholieke school, die in 2001 werd ondergebracht bij de Herentalse scholengemeenschap kOsh. Sedert schooljaar 2013-2014 hanteert men de naam kOsh Campus Collegestraat. De school komt voort uit de Latijnse School die al zeker sinds 1367 in Herentals bestond.

## Geschiedenis[1][2]

### Latijnse School
De eerste vermelding van de Latijnse School in Herentals stamt van 1367. Wanneer precies de school is opgericht, is echter onduidelijk, maar waarschijnlijk moet het in het begin van de 14e eeuw geweest zijn. Vanaf 1484 viel het bestuur van de school niet meer onder de Kerk, maar onder het stadsbestuur.

### Augustijnencollege
In 1613 werd de school in handen gegeven van de paters augustijner heremieten. Zij richtten toen een klooster op en zorgden daar voor humaniora-onderwijs, waar zoals in alle middelbare scholen in die tijd het accent op het onderwijs van het Latijn lag. In 1792 namen Franse revolutionaire troepen het klooster in om er hun hoofdkwartier in op te slaan. Twee jaar later verlieten ze het echter. In 1796 werden de kloosters afgeschaft
en hun eigendommen genationaliseerd. Dat betekende dan ook de sluiting van het college.

### Latijns College
Ten tijde van het Verenigd Koninkrijk der Nederlanden was er geen middelbaar onderwijs in Herentals, totdat de school in 1820 weer geopend werd. Enkele jaren later, in 1825, werd het college alweer gesloten, omdat het niet officieel erkend werd door de toenmalige regering. Het volgende jaar werd de school door de regering opnieuw geopend, waarbij de overheid de leraars aanstelde. Dit waren meestal leken.

### Gepatroneerd College
Door de Belgische Revolutie trof het Voorlopig Bewind maatregelen om de vrijheid van onderwijs te garanderen. Zo kreeg ook de gemeente Herentals opnieuw het recht scholen op te richten, en zelf te besturen. Zij stelden weer priesters aan om les te geven. Het niveau was echter zo laag geworden dat het gemeentebestuur zich genoodzaakt zag hulp te vragen bij de aartsbisschop. In 1834 nam het aartsbisdom van Mechelen het bestuur van het college over. Vanaf dat moment werd de verfransing van het onderwijs ingezet. Daarvoor werd er bij voorkeur Latijn gebruikt. In het jaar 1850 veranderde het juridische statuut van de school grondig. Sinds dan konden vrije scholen immers subsidies krijgen van de stad. Het college werd toen dus eigendom van de Kerk, maar kreeg ook subsidies van de gemeente. In de volgende periode groeide het aantal leerlingen sterk. In 1889 verhuisde men van de Markt naar nieuwe gebouwen waarmee het onderwijs gehuisvest werd op zijn huidige locatie. Rond de eeuwwisseling kende het college zijn grootste bloei. Zo nam de school deel aan de staatsprijskampen, wedstrijden tussen verschillende scholen, ingericht door de regering. In de periode 1893-1903 stond het college op een nipte tweede plaats, na het college van Geel. Pas in het begin van de 20e eeuw werd de voertaal het Nederlands.

### Sint-Jozefscollege
In 1941 nam de school de naam Gepatroneerd Sint-Jozefscollege aan. Dit was tevens bedoeld als hulde aan Jozef Ernest kardinaal van Roey, die ooit zelf op de banken van het college had gezeten. In 1958 liep het tienjarige stedelijke patronaat af, dit ten gevolge van de wet-Collard, die de subsidiëring voor katholieke scholen inperkte. Daardoor werd het college louter aartsbisschoppelijk, en in 1962 bisschoppelijk met de oprichting van het bisdom Antwerpen. Door de schoolpactwet waren er echter nieuwe mogelijkheden voor de financiering. De volgende periode werd gekenmerkt door expansie en bloei. De economische richting werd vervolledigd en er werd een lagere school gebouwd. Er waren plots dus veel meer studiemogelijkheden, wat tot een groei van het aantal leerlingen leidde. Het aantal leerlingen bleef groeien tot 1970, omdat de geboortecijfers toen afnamen. In 1968 werd het Vrij Technisch Handelsinstituut opgericht, waardoor er ook technisch onderwijs in de aanbieding was. Vanaf 1982 zouden ook meisjes daartoe worden toegelaten. Ook deden de informatica en de computer hun intrede. Het jaar daarop werd beslist het lager onderwijs gemengd te maken. De school zou vanaf toen ook meer gaan samenwerken met andere scholen. Zo vormde het vanaf 1981 de Sint-Waldetrudisscholengemeenschap, samen met het Vrij Technisch Handelsinstituut en het Technisch Instituut Scheppers. Bij de invoering van het vernieuwd secundair onderwijs was er een geschil tussen de Herentalse katholieke scholen. Toen werd beslist dat de meisjesscholen het vso zouden invoeren en de jongensscholen bij het traditionele onderwijs zouden blijven. Vanaf 1995 werd ook het middelbare onderwijs in het college gemengd. Sinds 1996 zijn er geen inwonende priesters meer, enkel lesgevende.

### kOsh Campus Collegestraat
In 1999 werd het Sint-Jozefscollege deel van de scholengemeenschap kOsh, die vanaf 2001 ook het onderwijs inrichtte. Bij ingang van het schooljaar 2013-2014 werd het onwenselijk geacht de oude naam nog langer aan te houden, daar inmiddels een grondige hertekening van het Herentalse katholieke onderwijslandschap was ingezet waarbij werd besloten het a.s.o. dat in de stad nog verspreid zat over twee kOsh-vestigingen, namelijk het Sint-Jozefscollege en het Sint-Jozefinstituut, samen te brengen op één 'campus'. De historische situatie, waarbij in de jaren vijftig in het Sint-Jozefinstituut een begin werd gemaakt met het verstrekken van humaniora-onderwijs voor meisjes, had door de invoering van het gemengd onderwijs gezorgd voor twee aanbieders van het a.s.o. in de stad binnen hetzelfde onderwijsnet, een deconcentratie van middelen die versterkt door het verregaande samenwerkingsverband dat de katholieke scholen rond de eeuwwisseling waren aangegaan op termijn onhoudbaar was. Zo verhuisde het a.s.o. dat jaar naar het voormalige college, echter slechts voor wat de tweede en derde graad betrof. Een 'brede eerste graad', dat wil zeggen de eerste- en tweedejaarsleerlingen uit alle studierichtingen die de kOsh-scholen vroeger afzonderlijk aanboden, werd gerealiseerd in de vrijgekomen gebouwen van het Sint-Jozefinstituut in afwachting van een nieuwbouwproject. De zo geschetste fusie en beëindiging van de traditionele zesjarige cyclus deden de nieuwe onderwijsentiteit die tot stand kwam in de gebouwen van het Sint-Jozefscollege de naam kOsh Campus Collegestraat aannemen. In tegenstelling tot de lagere school, die net als de handelsafdeling een vertrouwd verlengstuk was gaan vormen op de eeuwenoude 'core' van de humaniora, bleef men op kOsh Campus Collegestraat terechtkunnen voor de tweede en derde graad van enkele handelsrichtingen (t.s.o.). De lagere school was in de jaren ervoor aan een omgekeerde centralisatiebeweging onderhevig geweest, waarbij zij uithuizig werd gemaakt om met alle andere katholieke basisscholen uit het centrum op te gaan in kOsh (W)onderwijs, dat van start ging in 2011 op één enkele locatie in de Nonnenstraat.

## Bekende personen
Volgende personen studeerden minstens één jaar aan het Sint-Jozefscollege.
- Constant De Deken, missionaris
- Joseph Verachtert, politicus
- Jozef Van Roey, kardinaal
- Edmond Van Dieren, politicus
- Floris Prims, schrijver
- Leo De Peuter, politicus
- Ernest Claes, schrijver
- Anton van de Velde, toneelschrijver en -regisseur
- Flor Peeters, muzikant
- Pol Heyns, volkskundige, radioreporter, auteur en redacteur
- Louis Janssens, theoloog
- Louis Vleugels, onderwijzer en poppenkastspeler
- Rik Andries, acteur
- Louis Neefs, zanger (enkel zijn vijfde jaar)
- August Obbels, schrijver (onder het pseudoniem Robin Hannelore)
- Frans Depeuter, schrijver
- Erik Goris, acteur
- Guy Van Sande, acteur
- Jelle Laenen, journalist
- Joël De Ceulaer, journalist en schrijver
- Christophe Lambrecht, radiopresentator
- Tom Van Dyck, acteur
- Hans Van Dyck, bioloog
- Bart Van Loo, auteur en conferencier
- Stefaan Vaes, wiskundige
- Celine Van Ouytsel, Miss België
- Amir Motaffaf, acteur en entertainer
- Femke Verschueren, zangeres

Volgende personen gaven minstens één jaar les aan hetzelfde college.
- Karel Elebaers
- Ast Fonteyne
- Frans Depeuter
- Jan Cools

## Trivia
- In zijn boeken Studentenkosthuis en Voor de open poort schrijft Ernest Claes over het dagelijkse leven aan het Sint-Jozefscollege, toen nog Gepatroneerd college geheten.
- Leerlingen van het Gepatroneerd college werden vroeger ook wel "Popklossers" genoemd. Dit was een spotnaam van de plaatselijke straatjeugd.[6]
- Voor de populaire televisiereeks Wij, Heren van Zichem van eind jaren zestig, begin jaren zeventig van de twintigste eeuw werden enkele scènes opgenomen in het Sint-Jozefscollege, zoals te zien in afleveringen 15 en 20.[7] In het personage Herman Coene, vertolkt door Jo De Meyere, werden namelijk verschillende verhaallijnen uit Claes' oeuvre samengebracht en in het bijzonder die met betrekking tot diens eigen studententijd in Herentals.